# Bryobeckettia
Bryobeckettia es un género monotípico de musgos perteneciente  a la familia Funariaceae.  Su única especie, Bryobeckettia bartlettii, es originaria de Nueva Zelanda.

## Taxonomía
Bryobeckettia bartlettii fue descrita por (Fife) Fife y publicado en Journal of the Hattori Botanical Laboratory 58: 191. 1985.